# کورت بویس
کورت بویس (انگلیسی: Curt Bois; ۵ آوریل ۱۹۰۱ – ۲۵ دسامبر ۱۹۹۱) یک هنرپیشه اهل آلمان بود. وی بین سال‌های ۱۹۰۷ تا ۱۹۸۷ میلادی فعالیت می‌کرد.
از فیلم‌ها یا برنامه‌های تلویزیونی که وی در آن نقش داشته‌است می‌توان به کازابلانکا، زیر آسمان برلین، جلوی سحر را بگیرید، دختر مدل اشاره کرد. . بیشتر نقش‌های هالیوودی او کوچک بودند، اما با این وجود بویز مورد تقاضا بود.